# لامی بزرگ
لامی بزرگ(نام علمی: Canarium decumanum) نام یک گونه از سرده لامی‌ها است.